# Annie Thébaud-Mony
Annie Thébaud-Mony (5 de outubro de 1944) é uma socióloga francesa da saúde, conhecida por suas pesquisas sobre doenças ocupacionais e sua militância na sociedade civil voltada para o enfrentamento dos problemas sociais causados por essas patologias do trabalho.

## Biografia
Ela é professora universitária, pesquisadora e diretora da unidade Inserm GISCOP93 (Grupo de Interesse Científico sobre Cânceres de Origem Ocupacional) que integra a Universidade de Paris 13  .
Nesse grupo de pesquisa, Thébaud-Mony exerce a função de gestora científica de um programa de sociologia comparada sobre produção de conhecimento em saúde ocupacional que reúne cientistas de quatro países: a França, o Brasil, o Canadá (Quebec) e o Japão.
Em 2007, ela recebeu o Prêmio da revista Prescrire  e da Association of Medical Press Journalists.
Em julho de 2012, Thébaud-Mony recusou a condecoração com a Legião de Honra fornecida pelo Governo Francês a ela com o objetivo de denunciar a “indiferença” governamental francesa que estaria afetando a saúde dos trabalhadores e a impunidade dos envolvidos em “crimes industriais” (no contexto do meio ambiente e da saúde laboral) . 
Na oportunidade, ela escreveu uma carta para Cécile Duflot, na ocasião Ministra responsável pela Igualdade Territorial e Habitação, para explicar as motivações de sua recusa à referida honraria. Ela aproveitou também para denunciar a falta de financiamento para este setor de pesquisa.
Thébaud-Mony é ainda porta-voz da Ban Asbestos France, uma associação francesa que busca denunciar os riscos causados pelo amianto e propor alternativas para resolver os problemas causados por esse poluente para o meio ambiente e a saúde.

## Obras
- L’industrie nucléaire: sous-traitance et servitude, 2000. (tradução livre em português: "A indústria nuclear: subcontratação e servidão" - obra inédita no mundo lusófono).
- "Travailler peut nuire gravement à votre santé. Sous-traitance des risques, mise en danger d'autrui, atteintes à la dignité, violences physiques et morales, cancers professionnels", 2007. (tradução livre em português: "Trabalhar pode prejudicar seriamente a sua saúde. Subcontratação de riscos, perigo para terceiros, ataques à dignidade, violência física e moral, cancros profissionais" - obra premiada e inédita no mundo lusófono)[3].
- "La Science asservie", La Découverte, 2014 (tradução livre em português: "Ciência Escravizada" - obra inédita no mundo lusófono).